# دوپ لوله
دوپ لوله به هر نوعی اندود کننده برای لوله و اتصالات رزوه ای است که به عنوان روان‌کننده، آب‌بند یا درزگیر برای جلوگیری از نشت در محل اتصالات رزوه ای و محکم کردن اتصال استفاده می‌گردد. همچنین به آن «آب بند لوله» یا «درزگیر رزوه لوله» نیز گفته می‌شود. اگرچه به دلیل مخروطی بودن رزوه‌های لوله‌های معمولی، هنگام مونتاژ اتصال به خوبی صورت می‌گیرد، اما معمولاً واریانس‌های ماشینکاری قطعات، منجر می‌شود تماس ۱۰۰ درصدی بین اجزای جفت برقرار نشود و ایجاد نشتی گردد. استفاده از دوپ لوله قبل از مونتاژ لوله و اتصالات رزوه ای، فضاهای خالی بین رزوه‌ها را پر می‌کند و در نتیجه اتصالات مفصل‌ها را محکم می‌کند. دوپ لوله همچنین به عنوان روان‌کننده عمل می‌کند و باعث می‌شود اتصال و مونتاژ قطعات به راحتی صورت گیرد. همچنین جداسازی قطعات در آینده نیز راحتتر خواهد بود.

## ترکیب بندی
در برگه اطلاعات محصول داپ لوله پرماتکس ۵۱دی ترکیبات حاوی خاک رس کائولن، روغن نباتی، کلوفون، اتانول و غیره است. مواد تشکیل دهنده به گونه ای طراحی شده‌اند که:
1. به کمک خاک رس کائولن فاصله‌های بین لوله و اتصالات رزوه ای را پر کند.
2. به دلیل وجود روغن نباتی به عنوان یک روان‌کننده باعث شود لوله و اتصالات به خوبی با یکدیگر جفت شوند.

فرمولاسیون‌های مختلفی مانند پنوماتیک، هیدرولیک، سوزاننده و غیره برای دوپ لوله وجود دارد که نوع مناسب آن بر اساس کاربرد و فشار مورد انتظار استفاده می‌شود.  انتخاب نادرست نوع دوپ لوله ممکن است با وجود بهترین شیوه‌های مونتاژ منجر به نشتی شود.
متأسفانه در دهه ۱۹۵۰، برای لوله‌های آشامیدنی از دوپ حاوی اکسید سرب سمی مخلوط با لاک اسپار استفاده می‌شد. لیتارژ که شکلی از اکسید سرباست همراه با گلیسیرین، در برخی کاربردها مورد استفاده قرار می‌گرفت. دوپ لوله توصیه شده برای لوله کشی سوخت نیز، لیتارژ بود.
در حفاری نفت اغلب از دوپ لوله ای استفاده می‌شد که شامل گرافیت پودری، سرب و روی و گاهی اوقات مس معلق در گریس بود. در گذشته از نیکل، تالک، سیلیس، کربنات کلسیم و خاک رس نیز در دوپ لوله حفاری نفت استفاده می‌کردند. بیست و پنج درصد از حجم دوپ را فلزات سنگین تشکیل می‌دهند. برای بهبود کاربرد دوپ در سطوح مرطوب یا سرد، از سیلیکون استفاده می‌شود.

## لوله‌های پلاستیکی
دوپ لوله مبتنی بر نفت برای استفاده در لوله و اتصالات پلاستیکی PVC , CPVC یا ABS رزوه‌دار در نظر گرفته نشده‌است؛ زیرا باعث خراب شدن پلاستیک می‌شود. انتظار می‌رود تولیدکنندگان ایالات متحده از ترکیباتی برای دوپ استفاده کنند که مطابق با استاندارد ASTM F2331 باشد. این استاندارد شامل روش تست استاندارد برای تعیین سازگاری شیمیایی دوپ با مواد لوله و اتصالات ترموپلاستیک رزوه ای یا نوار آب‌بندی رزوه‌های PVC, CPVC و ABS است.